# Ketonge

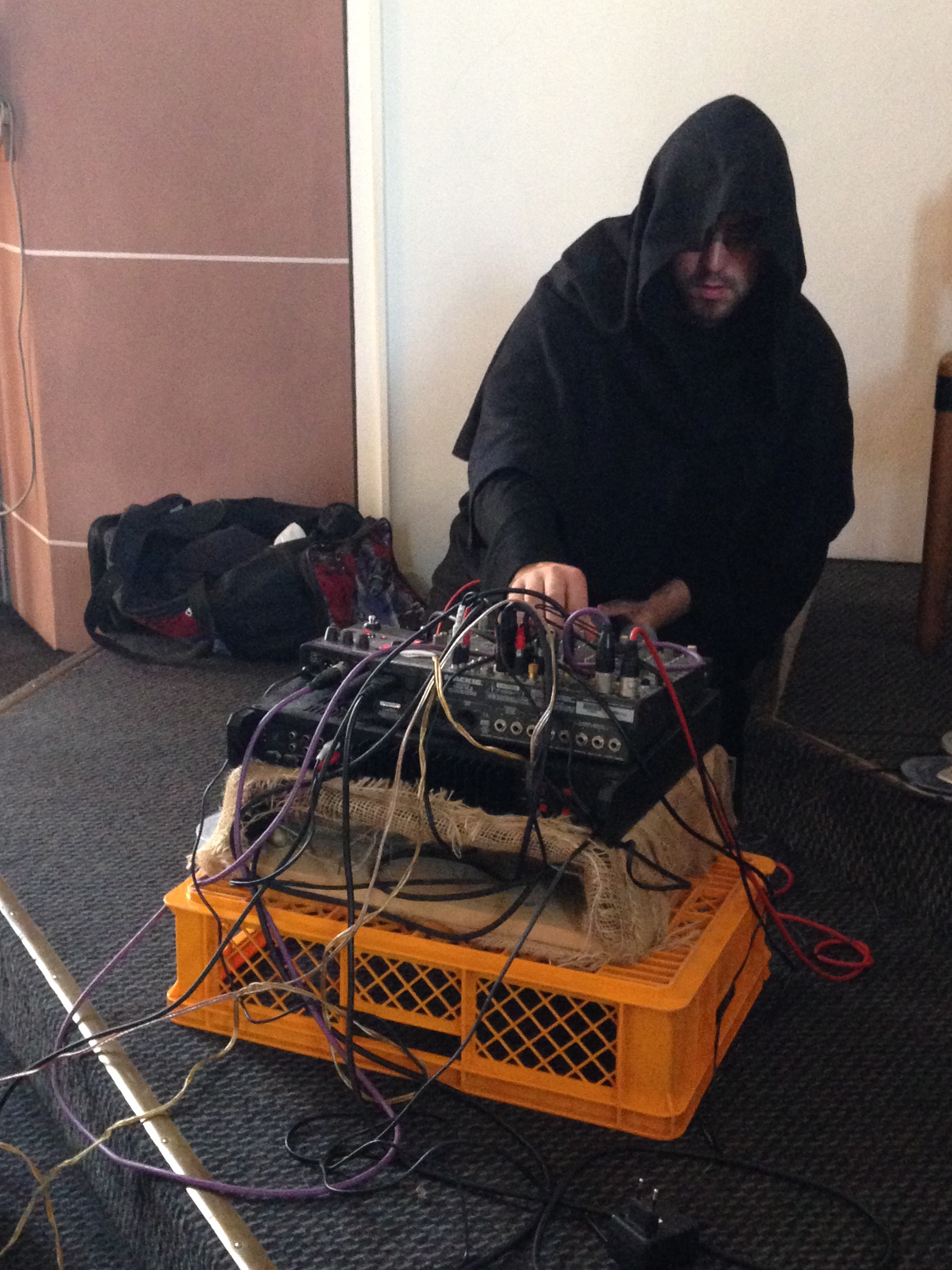
Ketonge im Kostüm von Georg Herold (Köln 2015)

Ketonge (bürgerlich Manfred Ruecker, * 3. Mai 1974 in München) ist ein deutscher Komponist, Bildhauer und Medienkünstler.

## Leben
Ketonge studierte Kunst, Musik und Psychologie an der Kunstakademie Düsseldorf, der Kunsthochschule für Medien Köln, der Hochschule für Musik und Tanz Köln  (bei Johannes Fritsch und Paulo Álvares) sowie an den Universitäten Köln und Siegen (u. a. Zusatzstudium Musiktherapie bei Hartmut Kapteina und Psychologie bei Friedrich Wolfram Heubach) und graduierte mit den Abschlüssen Diplom, Meisterschüler und Zertifikat in den Jahren 2005/2006. Er arbeitete im Bereich Bildhauerei (Klangbildhauerei) und Videokunst (Videoproduktionen im Studio David Larcher und Matthias Neuenhofer an der Kunsthochschule für Medien Köln (KHM)), und war Meisterschüler von Georg Herold und Oswald Wiener. Zwei Semester Gaststudium absolvierte er bei Albert Oehlen an der Kunstakademie Düsseldorf.
Ketonge ist unter anderem beeinflusst durch die Musik eines Karlheinz Stockhausen und begann Anfang der 1990er Jahre erste elektronische Stücke zu komponieren. Er war beziehungsweise ist Mitglied mehrerer Ensembles für experimentelle Musik u. a. bei Fantasmophonika mit Simon Rummel und den Singenden Landschaftsmalern mit Oxana Omelchuk und Constantin Herzog. Langjährig arbeitete er zusammen mit dem Schlagzeuger und Musikwissenschaftler Florian Dietz.
Er veröffentlichte CDs und DVDs, u. a. die DVD Klangsichten (2004) und die CD Elektronic Muzik (2010). Seine Konzerte und Performances wurden mehrfach im Radio und TV dokumentiert, etwa die Produktion mit dem Komponisten und Jazzpianisten Simon Rummel zu Themen der experimentellen Kunst und Musik. Zu hören ist er auch auf Rummels Album Singinging (2023).
Für die Junge Akademie Berlin (Fraunhofer-Institut) hielt er Gastlehraufträge und erstellte eine Internetvorlesung.
Ketonge erfand ein neues Musikinstrument mit Namen vuvulectra, einer Kreuzung der südafrikanischen Vuvuzela und elektrischen und elektronischen Bauteilen.
Ketonge lebt im Rheinland.

## Rezeption
„Ketonge steht zwischen den Disziplinen der (neuen) Musik und der Bildenden Kunst. Die Realisierung seiner komplexen Theorien umfasst (…) die Thematik des Klanges innerhalb verschieden gebauter Räume. (…) Ketonge arbeitet interdisziplinär – elektronische Musik, Bildhauerei und Video. Das Gebiet der neuen Medien und der Musik ganz bewusst auch auf die Bereiche der Bildenden Kunst auszudehnen, ist sein starkes Interesse. Ein ‚Konzert‘, wo er am Mischpult agiert, ist zugleich eine Performance, ein Ritual, ein Set, ein Ereignis – in seine Teile zerlegt, bestehend aus elektronischem und analogem Sound, Geräuschen, Musiktheorie, Choreografie, Bühnenbild, Objekten, Bildern, und Skulpturen. Ketonges Kompositionen sind die Verknüpfung dieser Elemente.“ (Georg Herold, 2005)

## Ehrungen und Auszeichnungen
Im Jahre 2000 erhielt er mit dem Ensemble Die Kugel mit Dorothee Haddenbruch, Ligia Liberatori, Josef Rebbe, Simon Rummel und Juan María Solare den zweiten Preis beim 6. Internationalen Musikwettbewerb für junge Kultur Düsseldorf. Im Jahr 2005 erhielt er einen Preis vom Berliner Fraunhofer-Institut (Netzspannungen) für seine theoretischen Überlegungen zu Kunst und Musik.

## Konzerte und Ausstellungen (Auswahl)
- 1999 Rex-Theater (Wuppertal)
- 2001 Museum für Gegenwartskunst Siegen
- 2001 Kunstverein Bonn
- 2003 Fruchthalle Kaiserslautern
- 2004 Galerie Rachel Haferkamp (Köln)
- 2004 Musiktriennale Köln
- 2005 Korzo-Theater (Den Haag)
- 2005 Kunstpalast Düsseldorf
- 2005 Naturkunde-Museum Düsseldorf-Benrath mit Katharina Greven[8]
- 2006 übermfluss Deutzer Brücke (Köln)
- 2007 Galerie Beck und Eggeling (Düsseldorf)
- 2007 Jikishiten Gallery (Nagoya/Japan)
- 2008 Kunstverein Hasselbach
- 2009 Jazzfestival Moers
- 2010 Filmform Museum Ludwig (Köln)[9]
- 2010 white-box (München)
- 2011 Rosenberg Gallery, postedcard (New York)
- 2012 WIM (Zürich)[10]
- 2013 Ort Wuppertal, Peter-Kowald-Gesellschaft
- 2014 Deutsch-Australische Internetkomposition: ketonge feat. random knobhead
- 2015 Weltkunstzimmer, Hans Peter Zimmer Stiftung Düsseldorf[11]
- 2015 experimental video art thailand
- 2016 Galerie Tiefgarage, Köln
- 2016 Kunstmesse Faroff, Köln[12]
- 2016 Summerklaeng, Koeln
- 2016 Internationales Festival Schwingungen, Windeck[13]
- 2016 performance@COFA Contemporary, Cologne Fine Art Fair, Cologne mit tintin patrone
- 2017 Filmmusik zu Der Wald voller Hasen von Nikolai Knackmuss mit Simon Rummel
- 2018 Ostwall Museum, Hagen, mit Taka Kagitomi
- 2018 AICon Cologne, Köln, mit Anik Lazar
- 2018 Kölner Gesellschaft für neue Musik, brutal
- 2018 Museum Insel Hombroich, mit Simon Rummel Ensemble
- 2018 Galerie am Meer, Düsseldorf, mit Martin Kippenberger[14]
- 2018 Otic Radio der Kunsthochschule für Medien Köln
- 2019 Kunsthaus Troisdorf, radio Vostok2
- 2019 Noiselab Teufelsberg, Berlin, mit Maria Wildeis und Fabian Jung[15]
- 2021 Ketonge@Kunstverein Leverkusen Museum Schloss Morsbroich[16][17]
- 2022 Ketonge in der bunte Klang@von der Heydt Museum Wuppertal[18][19]
- 2022 Ketonge @ stromspiesser IX Essen, Gesellschaft fuer Neue Musik Ruhr
- 2023 Filmmusik zu "Invisible People" von Alisa Berger
- 2024 Ketonge@Kunststation St. Peter Koeln
- 2024 Ketonge @ LTK4 Koeln